# Amigas y rivales
Amigas y rivales (no Brasil: Amigas e Rivais) é uma telenovela juvenil mexicana produzida pela Televisa e exibida pelo Canal de las Estrellas entre 26 de fevereiro a 9 de novembro de 2001, substituindo Primer amor e sendo substituída por El juego de la vida. 
Foi escrita por Alejandro Pohlenz, baseada na ideia de Emilio Larrosa, sob a direção de Salvador Garcini e José Ángel García.
A trama é protagonizada por Ludwika Paleta, Michelle Vieth, Angélica Vale e Adamari López, junto com Arath de la Torre, Gabriel Soto, Johnny Lozada e Rodrigo Vidal; antagonizada por Joana Benedek, Susana González e Alejandro Ávila. Conta com as atuações estelares de Manuela Imaz, Marisol Mijares, René Strickler, Mayrín Villanueva, Eduardo Santamarina, Ernesto Laguardia, Nailea Norvind e Felicia Mercado e os primeiros atores Eric del Castillo, Chela Castro, Rafael Inclán, Eugenio Cobo, Marina Marín e Irina Areu.

## Sinopse
A história gira em torno de quatro belas garotas de 21 anos que provêm de diferentes classes sociais.
A primeira delas, Laura (Michelle Vieth), é uma garota de classe média séria, sensível e estudiosa, que pode estudar informática em uma universidade particular porque ganhou uma bolsa de estudos. Lá ela conhece Helena Delaor (Ludwika Paleta), filha de Roberto Delaor (Eric del Castillo), um empresário milionário. No início, há muitos atritos entre as duas devido à diferença de classes, mas aos poucos um forte vínculo de amizade se formará entre elas. Helena é a típica garota rica, dissipada e irresponsável, para quem a promiscuidade, o álcool e as drogas marcaram sua vida desde a morte de sua mãe.
A terceira protagonista é uma menina humilde chamada Nayeli Peres (Angélica Vale), que trabalha como empregada doméstica na casa de Helena. O sonho de Nayeli é se tornar uma estrela de Hollywood, como seu ídolo, Salma Hayek. Este sonho a levará a entrar ilegalmente nos Estados Unidos e a ter experiências muito amargas.
A quarta protagonista é Ofélia Villar (Adamari López), a melhor amiga de Helena. Ela também é rica e leva um estilo de vida de diversão e prazeres frívolos devido ao abandono da mãe Susana (Abril Campillo) quando era criança e ao abandono total do pai (Rubén Morales). Porém, a tragédia marcará seu destino e abrirá seus olhos após contrair AIDS.
Outro personagem central é Roberto "Robertinho" (Arath de la Torre), irmão mais velho de Helena, que estuda direito. Nayeli vai à universidade pedir ajuda a Roberto para ir a Hollywood e lá conhece Laura. Elas imediatamente se solidarizam e se tornam amigas, mas sua amizade entra em crise quando ambas se sentem atraídas por Roberto.
No entanto, os sentimentos de Laura serão divididos entre Roberto e seu pai, que contratou Laura para ensiná-lo a usar os novos computadores de sua empresa. Sua personalidade firme e determinada atrai a garota, que inconscientemente o compara ao próprio pai Pedro (Eugenio Cobo), um homem fraco e sem personalidade que, após perder o emprego, se envolve no álcool.
Rosana Brito (Joana Benedek), a segunda esposa do pai de Helena, é uma mulher extremamente bonita, que por trás da máscara de esposa ideal esconde uma alma criminosa e sem escrúpulos. Rosana deseja apaixonadamente o filho do marido e estará disposta a usar de todos os meios para torná-lo seu amante, sendo capaz até de matar aqueles que a impedem.
Nessa história também aparece Johnny Trindade (Johnny Lozada), um jovem gringo que se dedica ao boxe. Um de seus maiores sonhos é lutar em um campeonato. Johnny conhece Nayeli em um bar de Los Angeles e se apaixona perdidamente por ela, embora Nayeli não o dê muita atenção. Após Nayeli ser pega pela imigração por ter ido para os Estados Unidos ilegalmente, ela é deportada para o México e decide voltar para a capital. Johnny decide ir para o México em busca de Nayeli. Em Acapulco, ele conhece Helena, que rapidamente se apaixona por ele, mas não é correspondida.
Ulisses (Gabriel Soto) também conhecido como "O feio", é um homem bom e responsável, mas sofre bullying de seus colegas de faculdade por causa de sua aparência física. Ele se apaixona por Ofélia, que inicialmente o rejeita por causa de sua doença, mas pouco a pouco começa a correspondê-lo.
Enfim, está Armando (Rodrigo Vidal), o melhor amigo de Roberto, um jovem que na frente de todos parece uma pessoa de sucesso, mas por trás dos luxos está um narcotráfico no qual ele deve permanecer até pagar uma dívida que ele tem com o narcotraficante Ciro (Miguel Serros). O objetivo de Armando é conquistar Helena para poder se casar com ela e ter acesso à fortuna de seu pai.
Amigas e Rivais é uma novela que nos fará questionar os preconceitos mais arraigados, e que nos mostrará os perigos que os jovens enfrentam no mundo moderno, onde os valores podem se perder na tentação do dinheiro, do poder e prazeres do momento.

## Elenco
- Michelle Vieth - Laura Gonçalves Uribe
- Ludwika Paleta - Helena Delaor Terán
- Angélica Vale - Wendy Nayeli Peres Chacón / Wendy Nayeli Benítez Chacón
- Adamari López - Ofélia Villar Ruvalcaba / Ofélia Delaor de Barreiros
- Joana Benedek - Rosana Brito de Delaor / Carolina Vallejo
- Arath de la Torre - Roberto "Robertinho" Delaor Terán
- Johnny Lozada - Johnny Trindade Lopes
- Gabriel Soto - Ulisses "O Feio" Barreiros Urióstegui
- Eric del Castillo - Roberto Delaor Servin
- Rafael Inclán - Ramon "Moncho" Benítez Crespo / Jacarandá "Jaca" / Manuel Coimbra Ribeiro
- Susana González - Ângela "Angie" Ribeiro
- Eugenio Cobo - Pedro Gonçalves
- Manuela Imaz - Tamara Coimbra
- René Strickler - Carlos Torreblanca Villa-Lobos
- Rodrigo Vidal - Armando do Vale Orea
- Felicia Mercado - Sônia Villa-Lobos de Torreblanca / Sônia Villa-Lobos de Delaor
- Alejandro Ávila - Sebastião Morais Ventura / Eusébio Santos
- Mayrín Villanueva - Georgina "Gina" Santos Velázquez
- Ernesto Laguardia - Ernesto Laguardia
- Nailea Norvind - Paula Morel
- Eduardo Santamarina - José Alcântara
- Miguel Palmer - Alberto Valterra
- Arsenio Campos - Padre Tomás Vallejo
- Carlos Miguel - Guilherme Peres Artega "O Chacal"
- Paulo César Quevedo - Edgar "Rocky" Romero
- Luis Couturier - Emilio Larrosa Irigoyen
- Martha Julia - Margarida Reis Ribeiro de Pedrosa
- Benjamín Rivero - Eduardo Benevides
- Alejandro de la Madrid - Orlando Costa
- Christian Tappan - Alejandro Pohlenz
- Christina Pastor - Irene Mairinque
- Luis Roberto Guzmán - "Frank"
- Claudia Troyo - Mônica
- Maki - Alessandra do Vale Orea
- Elizabeth Álvarez - Lúcia Tourinho
- Rosángela Balbó - Madalena de Morel
- Lorena Velázquez - Inês de Coimbra
- Maricruz Nájera - Amélia de Alcântara
- Juan Ángel Esparza - Francisco
- José Luis Reséndez - Juan
- Violeta Isfel - Filha de Henrique
- Natasha Dupeyrón - Filha de Paulina
- Banda El Recodo - Eles mesmos
- Sergio Sendel - Ele mesmo
- Alfredo Adame - Ela mesma

## Exibição

### No México
A telenovela foi exibida pelo Canal de las Estrellas entre 26 de fevereiro a 9 de novembro de 2001, substituindo Primer amor e antecedendo El juego de la vida. 
Foi reprisada pelo TLNovelas de 5 de agosto a 20 de dezembro de 2019, substituindo Alcanzar una estrella e sendo substituída por Mi pequeña traviesa.[carece de fontes?]

### No Brasil
Foi exibida no Brasil pelo SBT, entre 22 de abril de 2002 e 24 de fevereiro de 2003, em 221 capítulos, substituindo Abraça-me muito forte e sendo substituída por Primeiro amor... a mil por hora. 
Foi exibida pela primeira vez pelo canal pago TLN Network entre 27 de setembro de 2010 a 10 de junho de 2011 substituindo Salomé e sendo substituída por Garotas Bonitas.
Foi exibida pela segunda vez pelo canal pago TLN Network entre  entre 11 de novembro de 2019 a 24 de julho de 2020, substituindo Cuidado com o Anjo e sendo substituída por Cachito do Céu. 
Foi disponibilizada na íntegra pela plataforma de streaming gratuito +SBT em 28 de novembro de 2024, vinte e dois anos após a sua exibição em TV aberta.

## Audiência

### No México
Em sua exibição original, alcançou uma média geral de 26,3 pontos.

### No Brasil
Estreou depois da também inédita Abraça-me Muito Forte que fez sucesso. Amigas e Rivais também fez sucesso, mas não superou sua antecessora que teve 12 pontos, mas obteve uma ótima audiência de 11 pontos de média no horário.

## Trilha sonora
1. Kabah - Amigas y Rivales
2. Johnny Lozada - Entre Amigas
3. Angélica Vale - Vuelvo a Intentar
4. Alex Sirvent e Ximena Pichel - No Sabes Cuanto
5. Alex Sirvent - Amigas y Rivales
6. Johnny Lozada - Que Paso
7. Angélica Vale - Vuelvo a Intentar (Versão Merengue)
8. Arath de la Torre - Ellas
9. Angélica Vale - Amigas y Rivales
10. Gabriel Soto - Al Ataque Feo

## Prêmios e Indicações

### Prêmios TVyNovelas 2002
| Categoria            | Ator              | Resultado |
| -------------------- | ----------------- | --------- |
| Melhor Vilã          | Joana Benedek     | Nomeada   |
| Melhor primeiro ator | Eric del Castillo | Ganhador  |
| Revelação feminina   | Angélica Vale     | Nomeada   |
| Revelação masculina  | Gabriel Soto      | Ganhador  |

### Premios Los Favoritos del 2002
| Categoria                         | Ator                | Resultado |
| --------------------------------- | ------------------- | --------- |
| Melhor Telenovela                 | Emilio Larrosa      | Nomeado   |
| Melhor Ator                       | Arath de la Torre   | Nomeado   |
| Melhor Vilã                       | Joana Benedek       | Nomeada   |
| Melhor Atriz Jovem                | Angélica Vale       | Nomeada   |
| Melhor Atriz Jovem                | Ludwika Paleta      | Ganhadora |
| Melhor Ator Jovem                 | Gabriel Soto        | Ganhador  |
| Melhor Ator Jovem                 | Johnny Lozada       | Nomeado   |
| Melhor Ator Jovem                 | Eduardo Santamarina | Nomeado   |
| Melhor atuação estrelar Feminina  | Susana González     | Nomeada   |
| Melhor atuação estrelar Masculina | Eric del Castillo   | Nomeado   |